# Chiasmoneura vittata
Chiasmoneura vittata är en tvåvingeart som beskrevs av Loïc Matile 1973. Chiasmoneura vittata ingår i släktet Chiasmoneura och familjen platthornsmyggor.
Artens utbredningsområde är Uganda. Inga underarter finns listade i Catalogue of Life.